# Gouvernement Larayedh
République tunisienne
Jebali Jomaa
Le gouvernement Larayedh est le gouvernement de la Tunisie du 13 mars 2013 au 29 janvier 2014, succédant à celui de Hamadi Jebali à la suite du meurtre de Chokri Belaïd et à la tentative infructueuse de création d'un gouvernement de technocrates.
N'ayant pas obtenu le soutien de son parti, Ennahdha, Jebali annonce sa démission le 19 février 2013. Ennahdha désigne alors Ali Larayedh, ministre de l'Intérieur, pour lui succéder comme chef du gouvernement, à la suite de quoi le président de la République, Moncef Marzouki, le charge de former un gouvernement dans un délai de quinze jours. Dans la soirée du 8 mars, il annonce la composition de son gouvernement, qui obtient la confiance de l'Assemblée constituante puis est investi le 13 mars.
En janvier 2014, à la suite d'un accord sur la Constitution, il cède la place à un gouvernement de technocrates mené par Mehdi Jomaa, jusqu'alors ministre de l'Industrie.

## Composition

### Chef du gouvernement
| Image | Fonction             |  | Nom          | Parti    |
| ----- | -------------------- |  | ------------ | -------- |
|       | Chef du gouvernement |  | Ali Larayedh | Ennahdha |

### Ministres
| Image | Portefeuille                                                                                |  | Nom                   | Parti       |
| ----- | ------------------------------------------------------------------------------------------- |  | --------------------- | ----------- |
|       | Ministre de la Défense nationale                                                            |  | Rachid Sabbagh        | Indépendant |
|       | Ministre de l'Intérieur                                                                     |  | Lotfi Ben Jeddou      | Indépendant |
|       | Ministre des Affaires étrangères                                                            |  | Othman Jerandi        | Indépendant |
|       | Ministre de la Justice                                                                      |  | Nadhir Ben Ammou      | Indépendant |
|       | Ministre des Droits de l'homme et de la Justice transitoire et porte-parole du gouvernement |  | Samir Dilou           | Ennahdha    |
|       | Ministre des Affaires religieuses                                                           |  | Noureddine El Khademi | Indépendant |
|       | Ministre des Finances                                                                       |  | Elyes Fakhfakh        | Ettakatol   |
|       | Ministre de l'Industrie                                                                     |  | Mehdi Jomaa           | Indépendant |
|       | Ministre du Commerce et de l'Artisanat                                                      |  | Abdelwahab Maatar     | CPR         |
|       | Ministre du Tourisme                                                                        |  | Jamel Gamra           | Indépendant |
|       | Ministre des Affaires sociales                                                              |  | Khalil Zaouia         | Ettakatol   |
|       | Ministre de l'Éducation                                                                     |  | Salem Labiadh         | Indépendant |
|       | Ministre de la Santé                                                                        |  | Abdellatif Mekki      | Ennahdha    |
|       | Ministre du Développement et de la Coopération internationale                               |  | Lamine Doghri         | Indépendant |
|       | Ministre de la Formation professionnelle et de l'Emploi                                     |  | Naoufel Jammali       | Indépendant |
|       | Ministre du Transport                                                                       |  | Abdelkrim Harouni     | Ennahdha    |
|       | Ministre des Technologies de l'Information et des Communications                            |  | Mongi Marzouk         | Ennahdha    |
|       | Ministre de l'Équipement et de l'Environnement                                              |  | Mohamed Salmane       | Ennahdha    |
|       | Ministre de la Jeunesse et des Sports                                                       |  | Tarak Dhiab           | Indépendant |
|       | Ministre de la Culture                                                                      |  | Mehdi Mabrouk         | Indépendant |
|       | Ministre des Affaires de la femme                                                           |  | Sihem Badi            | CPR         |
|       | Ministre de l'Enseignement supérieur et de la Recherche scientifique                        |  | Moncef Ben Salem      | Ennahdha    |
|       | Ministre des Domaines de l'État et des Affaires foncières                                   |  | Salim Ben Hamidane    | CPR         |
|       | Ministre de l'Agriculture                                                                   |  | Mohamed Ben Salem     | Ennahdha    |

### Ministres délégués
| Image | Portefeuille                                    | Ministère de rattachement  |  | Nom                  | Parti     |
| ----- | ----------------------------------------------- | -------------------------- |  | -------------------- | --------- |
|       | Ministre délégué auprès du chef du gouvernement | Présidence du gouvernement |  | Noureddine Bhiri     | Ennahdha  |
|       | Ministre chargé des Affaires de malversation    | Présidence du gouvernement |  | Abderrahmane Ladgham | Ettakatol |
|       | Ministre chargé du Dossier économique           | Présidence du gouvernement |  | Ridha Saïdi          | Ennahdha  |

### Secrétaires d'État
| Image | Portefeuille | Ministère de rattachement                                      |  | Nom                       | Parti        |
| ----- | --- | -------------------------------------------------------------- |  | ------------------------- | ------------ |
|       | Secrétaire d'État chargé des Affaires régionales et des Collectivités locales                                              | Ministère de l'Intérieur                                       |  | Saïd Mechichi             | Ettakatol    |
|       | Secrétaire d'État chargée des Affaires africaines et arabes                                                                | Ministère des Affaires étrangères                              |  | Leïla Bahria              | Indépendante |
|       | Secrétaire d'État chargé de l'Immigration                                                                                  | Ministère des Affaires sociales                                |  | Houcine Jaziri            | Ennahdha     |
|       | Secrétaire d'État auprès du ministre des Finances                                                                          | Ministère des Finances                                         |  | Chedly Abed               | Indépendant  |
|       | Secrétaire d'État auprès du ministre de l’Industrie chargé de l’Énergie et des Mines                                       | Ministre de l'Industrie                                        |  | Nidhal Ouerfelli          | Indépendant  |
|       | Secrétaire d'État auprès du ministre de l'Agriculture                                                                      | Ministère de l'Agriculture                                     |  | Habib Jemli               | Indépendant  |
|       | Secrétaire d'État auprès du ministre du Développement et de la Coopération internationale chargé du Développement régional | Ministère du Développement et de la Coopération internationale |  | Noureddine Kaâbi          | Indépendant  |
|       | Secrétaire d'État auprès du ministre de la Jeunesse et des Sports                                                          | Ministère de la Jeunesse et des Sports                         |  | Fethi Touzri              | Indépendant  |
|       | Secrétaire d'État auprès du ministre de l’Équipement et de l’Environnement chargé de l’Environnement                       | Ministères de l'Équipement et de l'Environnement               |  | Sadok Amri                | Indépendant  |
|       | Secrétaire d'État chargée de l'Habitat                                                                                     | Ministère de l'Équipement                                      |  | Chahida Ben Fraj Bouraoui | Indépendante |

## Féminisation du gouvernement
Le gouvernement compte trois femmes sur 38 membres : Sihem Badi, ministre des Affaires de la femme, Chahida Ben Fraj Bouraoui, secrétaire d'État à l'Habitat, et Leïla Bahria, secrétaire d'État chargée des Affaires africaines et arabes auprès du ministre des Affaires étrangères.